# لشکری آسام
لشکری آسام (نام علمی: Pantoporia assamica) نام یک گونه از سرده پروانه‌های لشکری است.